# (35559) 1998 FO127
1998 FO127 (asteroide 35559) é um asteroide da cintura principal. Possui uma excentricidade de 0.11550110 e uma inclinação de 4.52544º.
Este asteroide foi descoberto no dia 24 de março de 1998 por LINEAR em Socorro.